# Lingue misumalpa
Le lingue misumalpa (o misulua) costituiscono una delle principali famiglie linguistiche del Centro America. Esse sono parlate prevalentemente in Nicaragua e nella zona meridionale dell'Honduras.
Il nome della famiglia, coniato dal linguista John Alden Mason, è un portmanteau che include al suo interno i nomi delle sue sottofamiglie, la sumo e la matagalpa, nonché della lingua miskito. La parentela delle lingue misumalpa fu riconosciuta per la prima volta solo nel 1920 da Walter Lehmann, benché l'unità d'origine del cacaopera e del matagalpa, le due varietà della sottofamiglia matagalpa, fosse nota già alla fine del secolo XIX.
Oggi le lingue del gruppo matagalpa sono estinte, mentre il miskito e le lingue sumo vantano un discreto numero di locutori. Molti parlanti di ulwa e mayangna, i due principali dialetti sumo, sono anche bilingue miskito.
Alcune autorità raggruppano le lingue misumalpa all'interno dell'ipotetica macrofamiglia linguistica macro-chibcha assieme alle lingue lenca, xinca e chibcha, nonostante l'esistenza della stessa macrofamiglia non sia accettata unanimemente dai linguisti, mancando essa di un solido supporto dal punto di vista comparativo.

## Classificazione
La famiglia delle lingue misumalpa è così articolata al suo interno:
- Lingua miskito [miq]: con più di 200.000 parlanti in Nicaragua e Honduras, soprattutto lungo la striscia di terra antistante l'Oceano Atlantico, nota come costa dei Mosquito.
- Lingue sumalpa
  - Lingue sumo (o sumu): con un numero complessivo di circa 8.000 locutori lungo le rive del fiume Huaspuc, in Nicaragua. Esibiscono una considerevole varietà a livello dialettale.[1]
    - Lingua ulwa [ulw]
    - Lingua mayangna [yan]
    - Lingua tawahka
    - Lingua bawihka
    - Lingua panamaka
    - Lingua kukra

  - Lingue matagalpa
    - Lingua cacaopera [ccr] †: un tempo parlata nel dipartimento di Morazán, nello stato di El Salvador.
    - Lingua matagalpa [mtn] †: un tempo parlata in Nicaragua centrale e nel dipartimento di El Paraíso, in Honduras.

Da un esame comparativo del lessico nucleare delle lingue misumalpa, risulta che la separazione tra i due rami principali (miskito e sumalpa) sia avvenuta molto presto, circa un millennio fa. Le varietà tawahka e panamaka sono talvolta considerate lingue appartenenti al ramo sumo al pari dell'ulwa e del mayangna; altri ricercatori invece non riconoscono loro lo status di lingue autonome, concependole piuttosto come dialetti del mayangna.
Rimane ancora poco chiaro il motivo per cui la lingua cacaopera, parlata una volta in El Salvador, sia isolata geograficamente dalla lingua matagalpa, la lingua ad essa maggiormente affine e più vicina sotto il profilo genealogico.
Il proto-misumalpa, l'antenato comune delle lingue misumalpa, era probabilmente parlato nelle zone centrali del Nicaragua e possedeva un inventario fonetico alquanto ridotto, molto simile a quello delle varietà odierne:
|                 | Consonanti | Consonanti | Consonanti | Consonanti | Consonanti | Consonanti | Consonanti | Consonanti | Consonanti | Consonanti | Consonanti | Consonanti | Vocali | Vocali | Vocali |
| --------------- | ---------- | ---------- | ---------- | ---------- | ---------- | ---------- | ---------- | ---------- | ---------- | ---------- | ---------- | ---------- | ------ | ------ | ------ |
| Proto-misumalpa | *b         | *t         | *d         | *k         | *m         | *n         | *ŋ         | *s         | *h         | *l         | *w         | *y         | *a     | *i     | *u     |
| Miskito         | p          | t          | d, r, l    | k          | m, ng      | l, Ø, n    | ng         | s          | h          | l          | w          | y          | a      | i      | u      |
| Sumo            | p, b       | t          | d, r, l    | k, Ø       | m, w, ng   | n, Ø       | ng         | s          | h          | l          | w, Ø       | y, Ø       | a      | i, u   | u      |
| Cacaopera       | p, b, Ø    | t          | d, r, m, l | k, Ø       | m          | n          | Ø          | s, Ø       | Ø          | l          | w, Ø       | y, Ø       | a, u   | i      | u      |
| Matagalpa       | p, b       | t          | y          | k          | m          | n          | Ø          | s          | Ø          | l          | w, Ø       | y, Ø       | a, u   | i      | u      |

Alcuni studiosi ricostruiscono anche *p e *r in proto-misumalpa.

## Caratteristiche

### Fonologia e sintassi
Le lingue misumalpa hanno un inventario fonetico abbastanza ridotto. Le consonanti nasali, le laterali e le vibranti possono anche avere delle corrispondenti sorde (/m, n, ŋ, l, r/ vs /m̥, n̥, ŋ̥, ɬ, r̥/). I nessi consonantici sono ammessi solo nel centro della parola, mentre il fonema /h/ non può comparire all'inizio. Quanto alle vocali, la maggior parte delle lingue misumalpa presenta opposizione tra vocali brevi e vocali lunghe.
Dal punto di vista tipologico, le lingue misumalpa sono prevalentemente SOV. Nelle costruzioni analitiche, il verbo principale precede immediatamente il verbo ausiliare, che riceve le marche di modo, tempo e persona. Al posto delle preposizioni sono impiegate delle posposizioni. I sostantivi possono presentarsi in due stati, uno "assoluto" (quando il sostantivo è impiegato assolutamente) e uno "costrutto" (quando invece il sostantivo si trova in un costrutto genitivale e indica la persona o la cosa posseduta). Gli aggettivi e i numerali seguono il sostantivo a cui si riferiscono.

### Morfologia

#### Possesso
Le lingue misumalpa fanno largo uso di suffissi e infissi, soprattutto nella flessione delle forme possessive dei sostantivi. In ulwa, ad esempio, i suffissi personali (-ki 1ª pers., -ma 2ª pers., -ka 3ª pers.) possono fungere da desinenze possessive. Esse si comportano come suffissi quando vengono aggiunti a parole monosillabiche (1a), mentre si sono usati come infissi nelle parole plurisillabe: se la prima sillaba del sostantivo termina in vocale breve, allora gli infissi si pongono dopo la seconda sillaba (1b); se invece la prima sillaba termina in vocale lunga o in consonante, allora gli infissi sono posti subito dopo di essa (1c-d).
| 1. | a. | û (casa)           | b. | bikiska (bambino)            | c. | sûlu (cane)            | d. | kusma (avvoltoio)            |
|    |    | û-ki (la mia casa) |    | bikis-ki-ka (il mio bambino) |    | sû-ki-lu (il mio cane) |    | kus-ki-ma (il mio avvoltoio) |
|    |    | û-ma (la tua casa) |    | bikis-ma-ka (il tuo bambino) |    | sû-ma-lu (il tuo cane) |    | kus-ma-ma (il tuo avvoltoio) |
|    |    | û-ka (la sua casa) |    | bikis-ka-ka (il suo bambino) |    | sû-ka-lu (il suo cane) |    | kus-ka-ma (il suo avvoltoio) |

In miskito invece gli affissi possessivi (-i 1ª pers., -m 2ª pers., ai ... -Ø 3ª pers.) hanno vari allomorfi a seconda del contesto (2a-c) e possono alternare tra suffissi e infissi all'interno del medesimo paradigma (2d-e).
| 2. | a. | araska (cavallo)           | b. | mawanka (viso)           | c. | napa (dente)           | d. | bila (bocca)           | e. | kakma (naso)           |
|    |    | arask-i (il mio cavallo)   |    | ma-i-wanka (il mio viso) |    | na-i-pa (il mio dente) |    | bil-i (la mia bocca)   |    | ka-i-kma (il mio naso) |
|    |    | araska-m (il tuo cavallo)  |    | ma-m-wanka (il tuo viso) |    | na-m-pa (il tuo dente) |    | bila-m (la tua bocca)  |    | kakma-m (il tuo naso)  |
|    |    | ai araska (il suo cavallo) |    | ai mawanka (il suo viso) |    | ai napa (il suo dente) |    | ai bila (la sua bocca) |    | ai kakma (il suo naso) |

#### Verbi transitivi e intransitivi
Le forme verbali presentano spesso dei suffissi che ne specificano la diatesi e/o la transitività, come -b- / -k- (transitivo-causativo) vs -w- (intransitivo-passivo) in miskito, e -ta- / -pa- (transitivo-causativo) vs -da- / -wa- (intransitivo-passivo) in ulwa; cfr. miskito ra-k-aia (curare) vs ra-w-aia (guarire, essere curato) o dak-b-aia (rompere) vs dak-w-aia (rompersi), e ulwa bah-t-ida (egli l'ha rotto) vs bah-w-ida (si è rotto) o abuk-p-ida (egli l'ha girato) vs abuk-d-ida (si è girato).

#### Coreferenza
Sempre dal punto di vista morfosintattico, una caratteristica che accomuna le lingue misumalpa è la presenza di meccanismi di coreferenza impiegati in costruzioni di verbi in serie. Nello specifico, la coreferenza tra due o più elementi (generalmente i soggetti di proposizioni che formano un unico periodo) viene segnalata, tanto in miskito quanto in ulwa, per mezzo di due differenti serie di desinenze verbali. I verbi delle proposizioni dipendenti ricevono desinenze diverse rispetto a quello della proposizione principale. In generale queste desinenze non sono marcate in riferimento al tempo verbale, ma si limitano ad indicare se il soggetto della proposizione dipendente coincide oppure no con quello del verbo reggente.
Quando il soggetto della principale è il medesimo della dipendente, tra le due proposizioni si ha un rapporto di coordinazione. In questo caso il verbo dipendente appare marcato in forma ridotta (che in miskito corrisponde ad una forma participiale), convenzionalmente detta "prossimale" (PROS), mentre le desinenze indicanti tempo e persona sono aggiunte esclusivamente all'ultimo verbo della serie, ovvero quello della principale (3a-b).
| 3. | a. | Utla                                                                                   | wina      | tak-i            | kauh-ri.        | (miskito) |
|    |    | Casa                                                                                   | da, fuori | uscire-PROS.CONT | cadere-1SG.PASS | (miskito) |
|    |    | "Uscendo di casa, sono caduto" (lett. "Mentre (io) uscivo di casa, (io) sono caduto"). |           |                  |                 | (miskito) |

|  | b. | Yang                                                          | dâ-pi         | am-ikda.         | (ulwa) |
|  |    | Io.SOGG                                                       | lasciare-PROS | dormire-1SG.PASS | (ulwa) |
|  |    | "Me ne andai a dormire" (lett. "Io andai via e (io) dormii"). |               |                  |        |

In teoria non vi è alcun limite al numero di proposizioni dipendenti che possono precedere la principale e, di conseguenza, anche il numero di verbi posti nella struttura in serie è virtualmente infinito (4a-b).
| 4. | a. | [...] Bamna                                                                        | Juan            | tak-i              | wih,        |             |                  |                   |
|    |    | Poi                                                                                | Juan            | uscire-PROS.CONT   | andare-INF  |             |                  |                   |
|    |    | dor                                                                                | main            | kaik-i             | mair-ka     | ba          | wal              | ais-i,            |
|    |    | porta                                                                              | sorvegliare-INF | guardare-PROS.CONT | donna-COSTR | ART.DET     | con              | parlare-PROS.CONT |
|    |    | Piter                                                                              | ba              | utla               | bila-ra     | brih        | diman.           |                   |
|    |    | Peter                                                                              | DET             | casa               | in          | portare-INF | entrare-3SG.PASS |                   |
|    |    | "[...] Poi Juan uscì, parlò con la portinaia e portò Peter dentro casa." (miskito) |                 |                    |             |             |                  |                   |

|  | b. | Was                                                               | dih-i     | kawa-ri     | kap-dikda.         |
|  |    | acqua                                                             | bere-PROS | ridere-PROS | inspirare-1SG.PASS |
|  |    | "Mentre bevevo ho riso e mi è finita dell'acqua nel naso." (ulwa) |           |             |                    |

In miskito, oltre al participio presente con il suffisso -i, che esprime contemporaneità (3a, 4a), è possibile usare il participio passato, avente desinenza -isi, qualora si voglia esprimere anteriorità (5a).
| 5. | a. | Watla                                              | ra | dim-isi          | witin | wal | aisa-ri.         |
|    |    | casa.COSTR                                         | in | entrare-PROS.ANT | lui   | con | parlare-1SG.PASS |
|    |    | "Dopo essere entrato in casa, ho parlato con lui." |    |                  |       |     |                  |

Quando invece i soggetti della principale e della dipendente sono diversi, si ha un rapporto di subordinazione e si utilizza un'apposita serie di desinenze, detta "ovviativa" (OVV), marcata secondo la persona, al fine di rendere noto il soggetto della subordinata (6a-c).
| 6. | a. | Pedro                                                                                               | buk   | nani | ba      | sak-an          | witin | Maria | ra | yab-an.       | (miskito) |
|    |    | Pedro                                                                                               | libro | PLUR | ART.DET | trovare-3SG.OVV | lui   | Maria | a  | dare-3SG.PASS | (miskito) |
|    |    | "Quando Pietroi trovò i libri, luij li diede a Maria." ("Pedro" e "lui" non sono la stessa persona) |       |      |         |                 |       |       |    |               |           |

|  | b. | Sau                                                       | akas-ka      | kau | dî   | lau-wak               | yam-ka   | pâ-tasa.         | (ulwa) |
|  |    | Suolo                                                     | sabbioso-AGG | in  | cosa | piantare-1PL.INCL.OVV | bene-AGG | crescere-3SG.NEG | (ulwa) |
|  |    | Quando piantiamo qualcosa nella sabbia, non cresce bene." |              |     |      |                       |          |                  |        |

In ulwa, è possibile utilizzare il verbo ânaka "causare, fare sì (che)" opportunamente flesso mediante le desinenze del sistema ovviativo per formare un'espressione causativa, come nell'esempio seguente (7a):
| 7. | a. | Baka                                                                | kau | â-tam           | wauh-dangh.      |
|    |    | Bambino                                                             | ACC | causare-2SG.OVV | cadere-3SG.IMPER |
|    |    | "Fa' cadere il bambino." (lett. "Fa' (tu) in modo che (lui) cada.") |     |                 |                  |

Il miskito, a differenza dell'ulwa, oltre alla contemporaneità nelle forme ovviative (-ri 1ª pers., -ram 2ª pers. e -an 3ª pers., cfr. 6a), può anche indicare posteriorità rispetto all'azione del verbo contenuto nella principale. Ciò si realizza aggiungendo al verbo della subordinata delle desinenze proprie del tempo futuro (-rika 1/2ª pers. e -ka 3ª pers., cfr. 8a). Si tratta, ad ogni modo, di una forma non estremamente comune.
| 8. | a. | Man                   | ya-rika               | tak-bia.       |
|    |    | Tu.SOGG               | lasciare-2SG.OVV.POST | uscire-3SG.FUT |
|    |    | "Lo lascerai uscire". |                       |                |

Per illustrare ulteriormente la differenza tra prossimale e ovviativo, si pensi ad una frase come "Quando lui vedrà la tigre, scapperà via". In italiano un tale enunciato potrebbe risultare ambiguo: è lui a scappare o è la tigre? Grazie al loro sistema di coreferenza, nelle lingue misumalpa è possibile riuscire a disambiguare una frase di questo tipo anche in assenza di un contesto più ampio. Ad esempio, in miskito il suddetto periodo si può tradurre in due modi, a seconda della coincidenza o meno dei soggetti nelle proposizioni che lo compongono (9a-b).
| 9. | a. | Witin                                        | limi  | kum     | kaik-i           | plap-bia.        |
|    |    | Egli.SOGG                                    | tigre | ART.IND | vedere-PROS.CONT | scappare-3SG.FUT |
|    |    | "Quando vedrà la tigre, scapperà via." (lui) |       |         |                  |                  |

|  | b. | Witin                                             | limi  | kum     | kaik-ka         | plap-bia.        |
|  |    | Egli.SOGG                                         | tigre | ART.IND | vedere-OVV.POST | scappare-3SG.FUT |
|  |    | "Quando vedrà la tigre, scapperà via." (la tigre) |       |         |                 |                  |